# Jaskinia Niespodzianka (Tatry)
Jaskinia Niespodzianka – jaskinia w Dolinie Miętusiej w Tatrach Zachodnich. Ma dwa otwory wejściowe znajdujące się w Twardej Ścianie opadającej do Wielkiej Świstówki, powyżej Jaskini Zapylnej i Jaskini pod Płytą, na wysokości 1660 m n.p.m. Jaskinia jest pozioma, a jej długość wynosi 13 metrów.

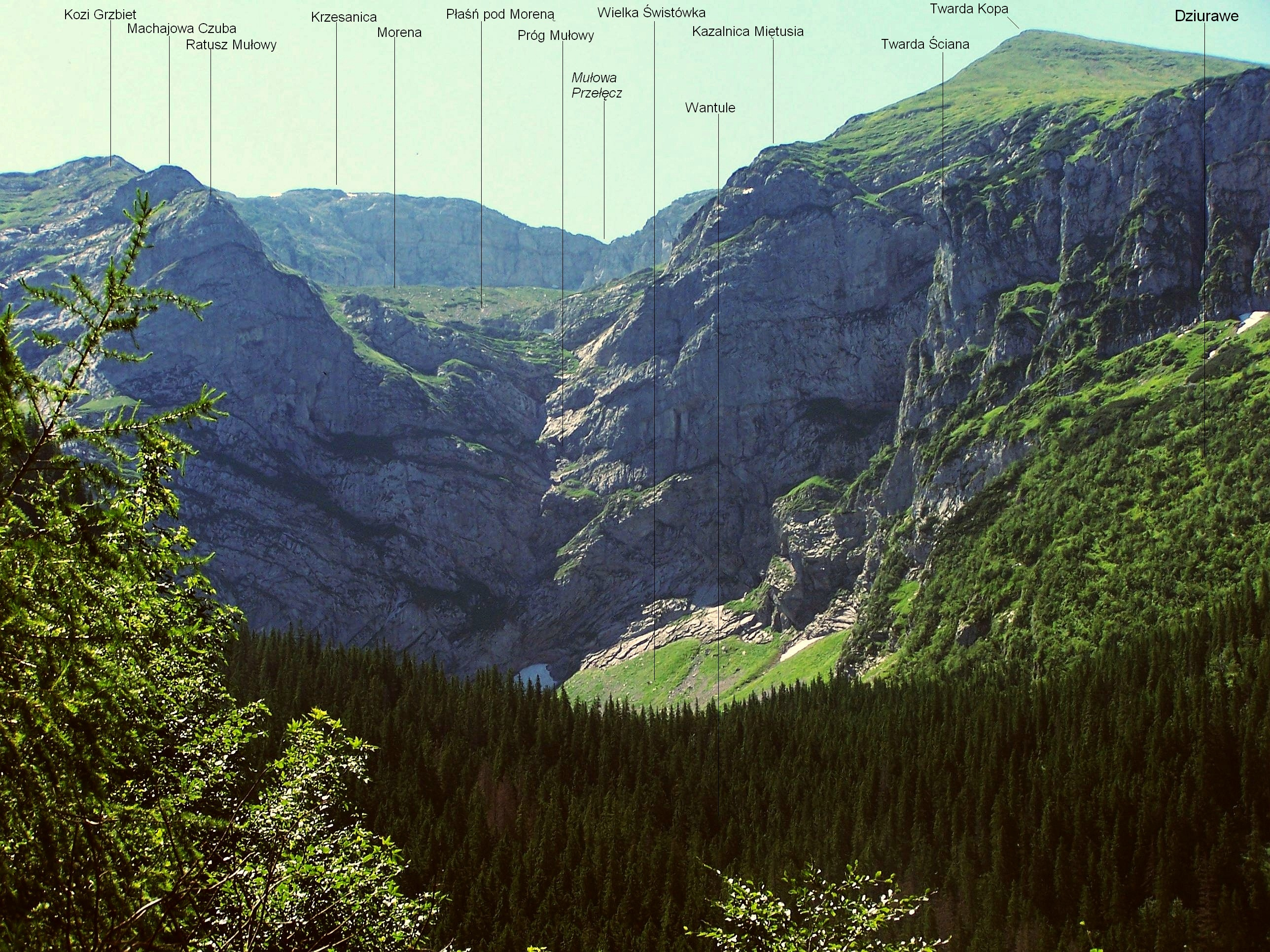
Wielka Świstówka. Na prawo Twarda Ściana

## Opis jaskini
Jaskinię tworzy korytarz w kształcie szczeliny zaczynający się w dwóch położonych obok siebie otworach wejściowych, a kończący zaciskiem nie do przejścia.

## Przyroda
W jaskini brak jest nacieków. Fauna i flora nie była badana.

## Historia odkryć
Jaskinię odkrył Andrzej Ciszewski w maju 2003 roku. Jej opis i plan sporządził Jan Kućmierz w czerwcu 2003 roku.